# Ithomia patilla
Ithomia patilla är en fjärilsart som beskrevs av William Chapman Hewitson 1852. Ithomia patilla ingår i släktet Ithomia och familjen praktfjärilar. Inga underarter finns listade i Catalogue of Life.

## Bildgalleri

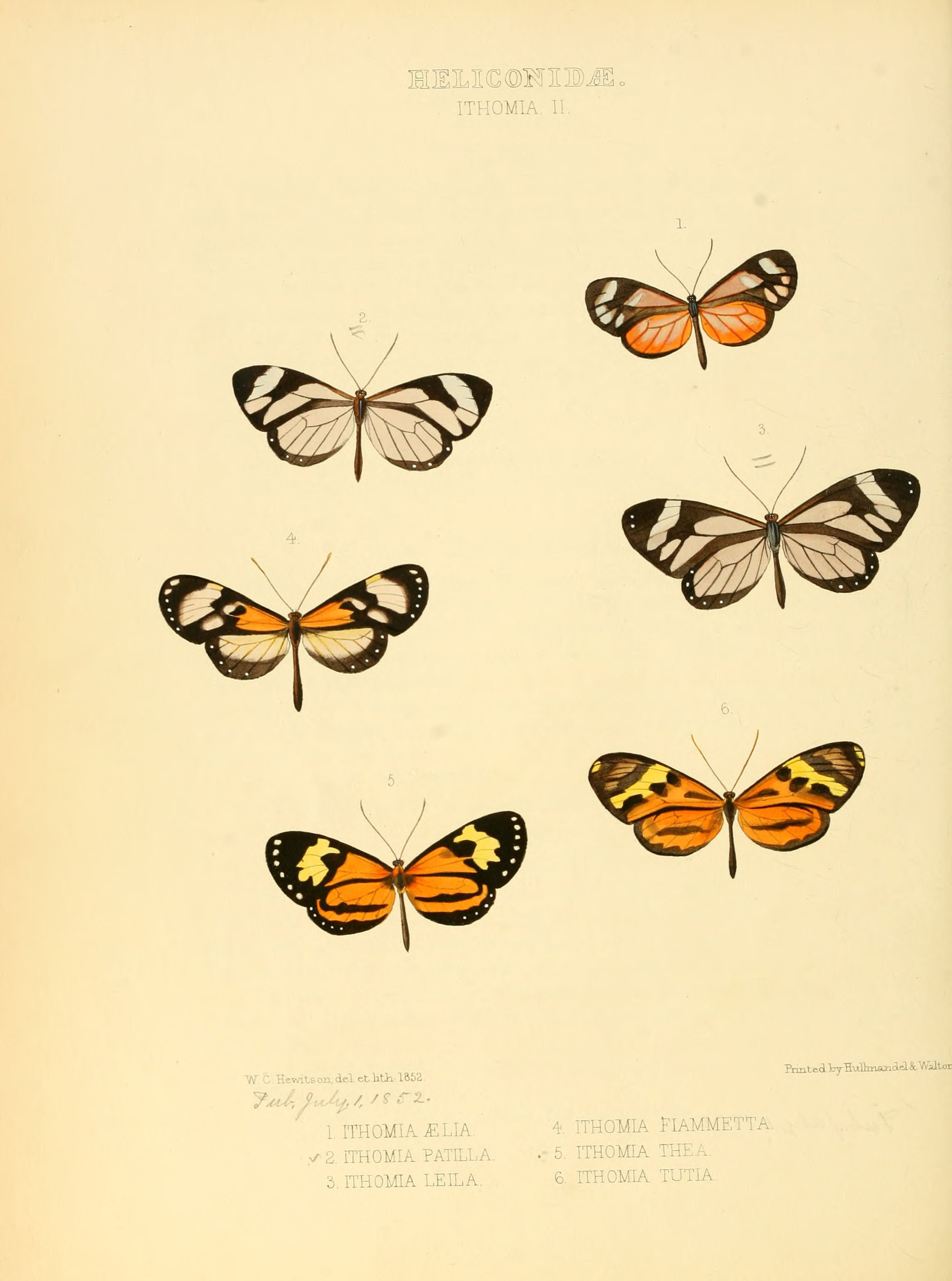